# Retledte kaliffer
Betegnelsen de retledte kaliffer (til tider ’de fire retledte kaliffer’), som udelukkende anvendt indenfor Sunnisme, omtaler de første fire historiske kaliffer:
1. Abū Bakr (d. 634).
2. ʿUmar b. al-Khaṭṭāb (d. 644).
3. ʿUthmān b. ʿAffān (d. 656).
4. ʿAli b. Abū Ṭālib (d. 661).

I kontekst af de islamiske dynastier betegnes epoken som ’rashidun-kalifatet’. Inden for Shiisme anvendes betegnelsen ikke eftersom de tre første historiske kaliffer ikke betragtes som legitime; hermed betragtes Imam ʿAli b. Abū Ṭālib som den første legitime og egentlig kalif, selvom han i en historisk kontekst først blev folkevalgt hertil i år 656.

## Tidslinje
Tidslinjen over begyndelsen og afslutningen af deres kalifembede i kronologisk orden: